# Station Neerpelt
Station Neerpelt is een spoorwegstation op het knooppunt van de spoorlijnen 18 en 19 in de deelgemeente Neerpelt van de Belgische gemeente Pelt. Spoorlijn 18 is opgebroken en Neerpelt was het eindpunt van de reizigerstreinen op de verbinding Antwerpen-Neerpelt. Sinds 6 april 2014 is het station in Hamont heropend en rijdt de trein door tot dat station.
Bij de opening van de spoorlijn van Hasselt naar Eindhoven in 1866 werd er een klein station gebouwd. Toen de IJzeren Rijn werd aangelegd in 1879 bouwde de maatschappij Grand Central Belge het huidige stationsgebouw. Het oude station werd in 1883 afgebroken om plaats te maken voor een eerste uitbreiding van het nieuwe gebouw. In 1901 werd er een verdieping op het woongedeelte van de stationschef aangebracht en werd de perronoverkapping aangebracht.
In 2013 en 2014 werden aan en rond het station werken uitgevoerd; de sporen en perrons werden vernieuwd en de overweg werd vervangen door een nieuwe toegangsweg en voetgangerstunnel. Op 21 februari 2015 vond de inhuldiging plaats.
Het stationsgebouw is samen met de nabijgelegen twee seinhuizen (type Saxby) sinds 1997 beschermd als monument.
Sinds 1 maart 2024 zijn de loketten van dit station enkel in de week geopend tussen 7.45 en 11 uur.

## Treindienst
| Serie    | Treinsoort            | Route                                                                                            | Bijzonderheden             |
| -------- | --------------------- | ------------------------------------------------------------------------------------------------ | -------------------------- |
| IC 10    | Intercity (NMBS)      | Antwerpen-Centraal – Mol – Neerpelt – Hamont                                                     |                            |
| P 8220   | Piekuurtrein (NMBS)   | [ Hamont – Neerpelt – ] / [ Essen – Antwerpen-Centraal – ] Leuven – Heverlee                     | Een trein op zondagavond.  |
| ICT 6710 | Toeristentrein (NMBS) | [ Neerpelt – ] / [ Turnhout – ] Herentals – Mechelen – Gent-Sint-Pieters – Brugge – Blankenberge | Rijdt in juli en augustus. |

## Galerij

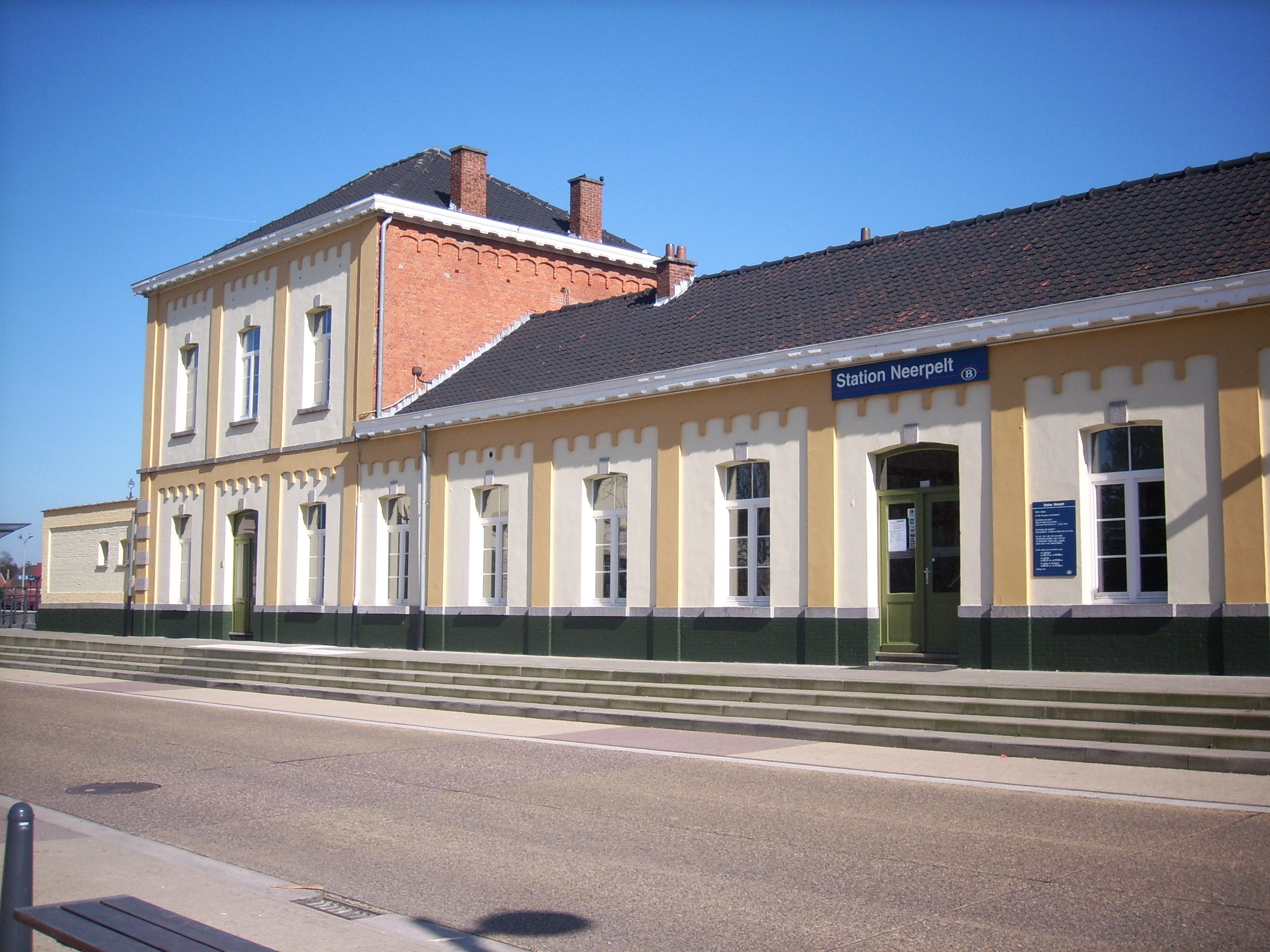
Straatkant station

## Reizigerstellingen
De grafiek en tabel geven het gemiddeld aantal instappende reizigers weer op een week-, zater- en zondag.
| Tabel: aantal instappende reizigers station Neerpelt | Tabel: aantal instappende reizigers station Neerpelt | Tabel: aantal instappende reizigers station Neerpelt | Tabel: aantal instappende reizigers station Neerpelt |
|                                                      | Weekdag                                              | Zaterdag                                             | Zondag                                               |
| ---------------------------------------------------- | ---------------------------------------------------- | ---------------------------------------------------- | ---------------------------------------------------- |
| 1977                                                 | -                                                    | -                                                    | -                                                    |
| 1978                                                 | 104                                                  | 31                                                   | 93                                                   |
| 1979                                                 | 173                                                  | 54                                                   | 104                                                  |
| 1980                                                 | 202                                                  | 72                                                   | 220                                                  |
| 1981                                                 | 209                                                  | 80                                                   | 235                                                  |
| 1982                                                 | 280                                                  | 90                                                   | 246                                                  |
| 1983                                                 | 242                                                  | 118                                                  | 310                                                  |
| 1984                                                 | 270                                                  | 117                                                  | 225                                                  |
| 1985                                                 | 268                                                  | 134                                                  | 224                                                  |
| 1986                                                 | 260                                                  | 131                                                  | 252                                                  |
| 1987                                                 | 255                                                  | 133                                                  | 298                                                  |
| 1988                                                 | 345                                                  | 131                                                  | 310                                                  |
| 1989                                                 | 301                                                  | 152                                                  | 214                                                  |
| 1990                                                 | 285                                                  | 169                                                  | 389                                                  |
| 1991                                                 | 322                                                  | 240                                                  | 362                                                  |
| 1992                                                 | 317                                                  | 185                                                  | 429                                                  |
| 1993                                                 | 365                                                  | 233                                                  | 366                                                  |
| 1994                                                 | 610                                                  | 349                                                  | 536                                                  |
| 1995                                                 | 392                                                  | 218                                                  | 529                                                  |
| 1996                                                 | 370                                                  | 230                                                  | 500                                                  |
| 1997                                                 | 415                                                  | 340                                                  | 497                                                  |
| 1998                                                 | 568                                                  | 586                                                  | 618                                                  |
| 1999                                                 | 366                                                  | 246                                                  | 407                                                  |
| 2000                                                 | 331                                                  | 266                                                  | 400                                                  |
| 2001                                                 | 298                                                  | 256                                                  | 398                                                  |
| 2002                                                 | 366                                                  | 286                                                  | 518                                                  |
| 2003                                                 | 399                                                  | 284                                                  | 422                                                  |
| 2004                                                 | 388                                                  | 250                                                  | 496                                                  |
| 2005                                                 | 511                                                  | 344                                                  | 426                                                  |
| 2006                                                 | 592                                                  | 308                                                  | 508                                                  |
| 2007                                                 | 563                                                  | 332                                                  | 671                                                  |
| 2008                                                 | -                                                    | -                                                    | -                                                    |
| 2009                                                 | 564                                                  | 451                                                  | 566                                                  |
| 2010                                                 | -                                                    | -                                                    | -                                                    |
| 2011                                                 | -                                                    | -                                                    | -                                                    |
| 2012                                                 | 687                                                  | 332                                                  | 615                                                  |
| 2013                                                 | 679                                                  | 145                                                  | 435                                                  |
| 2014                                                 | 480                                                  | 330                                                  | 517                                                  |
| 2015                                                 | 437                                                  | 225                                                  | 447                                                  |
| 2016                                                 | 390                                                  | 235                                                  | 346                                                  |
| 2017                                                 | 400                                                  | 273                                                  | 314                                                  |
| 2018                                                 | 430                                                  | 210                                                  | 427                                                  |
| 2019                                                 | 344                                                  | 103                                                  | 266                                                  |
| 2020                                                 | 232                                                  | 72                                                   | 200                                                  |
| 2021                                                 | -                                                    | -                                                    | -                                                    |
| 2022                                                 | 348                                                  | 223                                                  | 350                                                  |
| 2023                                                 | 386                                                  | 159                                                  | 231                                                  |
| 2021                                                 | 303                                                  | 223                                                  | 280                                                  |

## Bussen
| Buslijn | Traject            | Dienstregeling                                    | Extra              |            |
| ------- | ------------------ | ------------------------------------------------- | ------------------ | ---------- |
| 804     | Overpelt - Genk    | schoolWeek: 1x/ per dag                           |                    |            |
| X19     | Neerpelt - Hasselt | SchoolWeek : 2x/u Spits: 4-5x/u Za: 2x/u Zo: 1x/u |                    |            |
| 33      | Neerpelt - Genk    | SchoolWeek: 1x/u Za: 1x/u Zo: 1x/2u               |                    |            |
| 338     | Peer - Holheide    | 2x/dag tijdens de schoolperiode                   |                    |            |
| 82      | Lommel - Hamont    | Schoolweek: 1x/u Spits: 1x/u Za: 1x/u Zo: 1x/u    | Vakantie: 3-4x/dag | Sneldienst |
| 805     | Neerpelt - Genk    | Week: 7x/dag Weekend: Rijdt niet Vakantie: 7x/dag | Sneldienst         |            |

0,0: Winterslag ·
10,7: Houthalen ·
14,7: Helchteren ·
18,5: Beverloo-Heide ·
23,0: Wijchmaal ·
27,0: Eksel ·
33,6: Neerpelt ·
40,1: Achel ·
43,8: Borkel en Schaft ·
49,6: Valkenswaard ·
54,1: Aalst-Waalre ·
57,0: Gestel ·
58,0: Philipsdorp Zuid ·
60,0: Eindhoven Centraal
0,0: Mol ·
2,9: Gompel ·
4,7: Balen-Wezel ·
8,7: Balen-Werkplaatsen ·
10,7: Lommel-Werkplaatsen ·
13,8: Lommel ·
18,6: Lommel-Werkplaatsen ·
21,5: Overpelt ·
22,8: Neerpelt ·
27,4: Sint-Huibrechts-Lille ·
30,9: Hamont